# مداخله‌گرایی
مداخله‌گرایی لفظی در اشاره به خط مشی فعالیت غیر دفاعی از سوی دولت-ملت‌ها، یا دیگر حوزه‌های اقتدار ژئوپلیتیک کمتر یا بیشتر، به منظور دستکاری یک اقتصاد یا جامعه گفته می‌شود. بیشترین کاربرد این لفظ در اشاره به مداخله دولت در امور اقتصادی (مداخلهٔ یک حکومت در اقتصاد خود) و مداخله‌گرایی خارجی (مداخلهٔ یک دولت در امور داخلی ملتی دیگر به عنوان بخشی از سیاست خارجی آن) است. از جمله نمونه‌های آن مداخلات خارجی در جنگ خلیج فارس، جنگ کوزوو و جنگ داخلی لیبی است.